# 安樂村 (粉嶺)

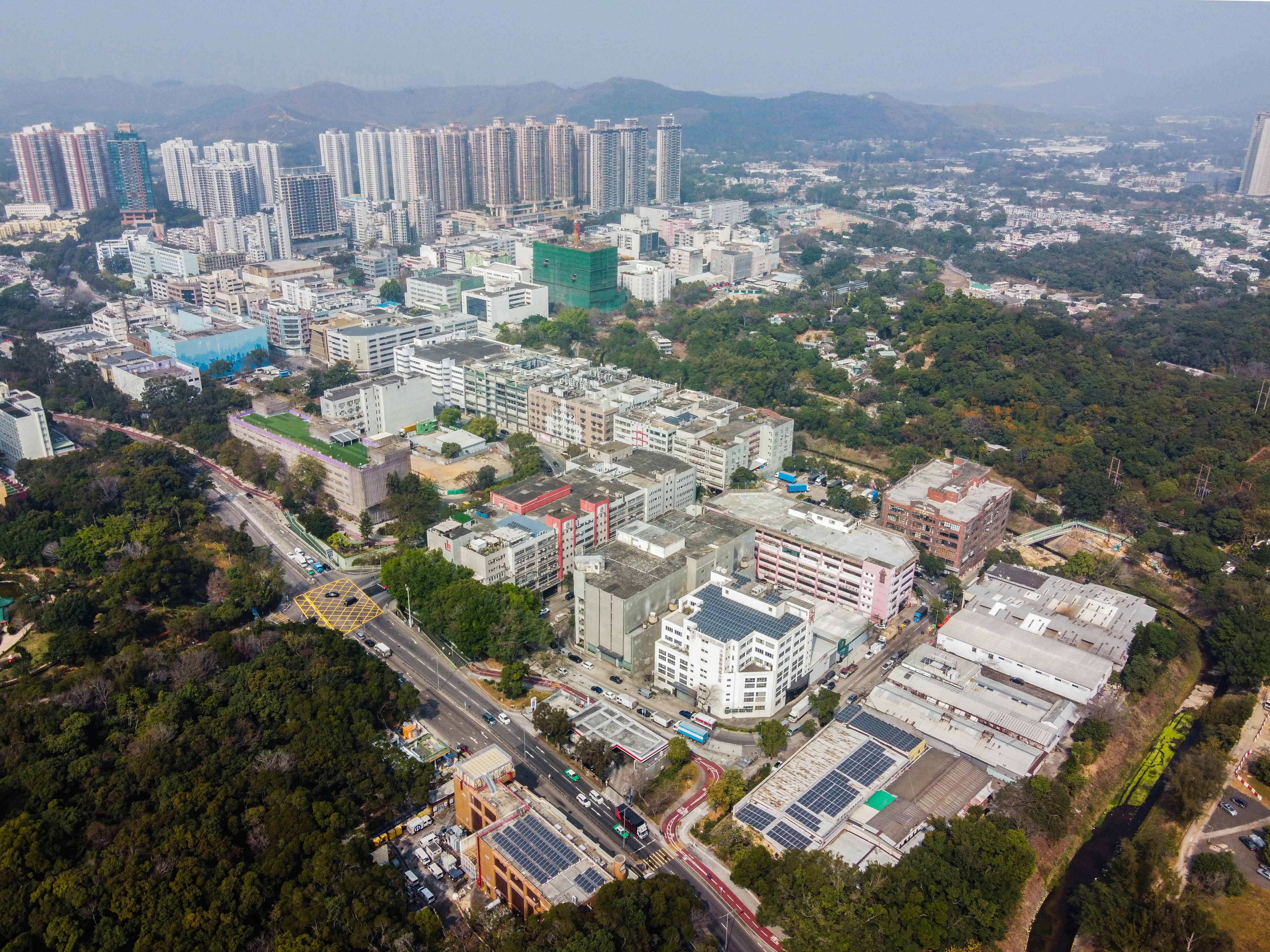
安樂村工業區

安樂村（英語：On Lok Tsuen，亦作On Lok Village），位於香港新界粉嶺黃崗山以北，沙頭角公路東側，原為一條新村，於1980年代隨着粉嶺／上水新市鎮的發展重建為安樂村工業區（英語：On Lok Tsuen Industrial Area），是香港主要工業區之一。

## 歷史

### 集資建村
1914年起，華商馮鏡湖、馮其焯、潘經傳及陳說巖成立「居業堂」向粉嶺地主收購農地，1916年1月25日，馮鏡湖、馮其焯、馮偉成、溫松階、李瑞石、林壽廷等十多名商紳發起集資75,000元，成立「居業置地植牧有限公司」，發行合共150股，將資金用於收購由居業堂擁有的農地並發展成花園別墅區，是為安樂村。
安樂村於1920年代初已基本落成，村落的面積有約350萬平方呎，居業公司將安樂村的土地以「田」字型劃分，每一塊可建屋的地皮有約一萬平方呎。村落有四個入口，又從塘坑引麻笏河的溪水入村作灌溉之用，內有整齊的縱橫街道和水道，每戶供有水井。安樂村小溪延伸至村的西面和南面，令村與外邊分隔。
安樂村初建時，只有居業公司眾創辦人居住。自1920年代中，有來自美洲的客家歸僑遷入，1930年代末開始有國內軍眷和難民寄居。安樂村包納商紳、文人和道侶聚居，建有不少揉合中西建築風格的建築物、庭園、農場和果園，其中以軒轅祖祠最為著名。
20世紀早期，安樂村一帶在地圖上被標記爲Hunter's Arms。粉嶺狩獵賽馬會（英語：Fanling Hunt and Race Club）於1925年至1941年在上水、粉嶺、軍地至打鼓嶺一帶舉行狩獵活動，並租用位於粉嶺十字路口的鄧裕興樓作會所（現今馬會道粉嶺神召會），安樂村一帶是獵手準備出發狩獵和休息的地方。直到1941年底香港淪陷後，粉嶺狩獵賽馬會停止營運，在二戰結束後被併入香港賽馬會，但該會之後未有在安樂村一帶進行活動。

### 協力自衛
因安樂村有眾多富商聚居，很快成為悍匪盜賊的犯案目標。安樂村要求新建屋宇的業主需先繳交2,000元予安樂村自衛團作防衛用途。1918年，安樂村與崇謙堂村、粉嶺鄉、龍躍頭組成聯安堂，共同防衛盜賊。
1929年，安樂村鄧三勝堂遭匪徒打刧，業主之一鄧世倫用手槍自衛失敗遭匪徒槍殺、其兒子鄧芳及園丁被綁架。 報道指，涉及此案的賊匪，連同把風者至少有30-40人。五個月後，被匪徒藏於深圳車公廟內的鄧芳由寶安縣警尋回。

### 兩村爭執
1920年代末，安樂村與相鄰的崇謙堂村因道路使用權問題發生爭拗。崇謙堂村與龍躍頭鄧氏村落有嫌隙，不便經龍躍頭進出粉嶺，只能取安樂村道路出入。1928年，安樂村以治安轉差為由在路口加裝鐵閘及設守衛，只限朝九晚九開放。1930年，安樂村封路，向崇謙堂村提出條件：只限日間開放、要求交路費、村民不淮牽牛及經該路出殯，崇謙堂村反對。其後，有崇謙堂村村民在夜間擅闖，安樂村守衛嗚槍15發警告，有崇謙堂村村民駁火。最後，經崇謙堂村村長彭樂三向理民府爭取，政府終於向安樂村購回道路（即安聯路，現今樂東街），崇謙堂村自費修路，村民不准在此繫牛，事件始獲解決，兩村重修友好。

### 戰時及戰後歲月
1937年起，抗日戰爭全面爆發，國內難民湧港，兒童保育院及青年農藝院設立於安樂祠內，收容難民兒童和青年。至1940年，安樂村已有約700名難民暫住，依靠崇正總會、東莞商會和寶安商會接濟。1941年，日軍入侵粉嶺育嬰院，有護士遭日軍虐待和強暴，不少嬰兒遭折磨至死。
1947年，安樂村商紳與粉嶺鄉紳組建「聯和置業有限公司」， 發展聯和墟墟市，於1951年開業。1950年代起，因村內的民初大宅別墅眾多，安樂村當年是電視和電影的取景勝地。1963年，安樂村有永久屋宇23間，只有其中11間為原業主擁有，村代表合資格選民有119人（1964年）。而木屋戶有400戶，共2,800多人。1971年，安樂村內不同的木屋區發生火警，10月有約30間木屋遭焚燬，11月再有約30間位於第15段的木屋遭焚燬。
1974-79年，第16段林姓業主就收回地段（現今安樂村花園）的賠償問題，與居於該處已廿多年的8家木屋戶拉鋸五年無果。1979年5月27日，寮仔部於遷離限期過後到場清拆第16段7間木屋，遭到百多名村民投擲石頭、玻璃樽及糞溺等雜物抵抗。支援的警察以受襲為由向第15和16段木屋施放25枚催淚彈驅散村民，3名警員和7名村民受傷，包括兩名嬰兒。事件中有24人被捕，他們被落案控告非法集會、襲警、拒捕和藏有攻擊性武器等罪名。經審訊後，當中6人獲判無罪釋放，其餘被告罪成，當中7人被判入獄3-18個月不等。及後，13名被告向高等法院提出上訴後，結果再多3人獲判無罪釋放，其他人部份獲得減刑。當年6月，該8戶木屋人家與業主洽好賠償後遷離。
1983年，安樂村再有近荔枝園的33間木屋被清拆。根據政府統計，在1988年安樂村尚有 69 戶共 275 人居住，當中有74%為租戶或借住。居業置地植牧有限公司亦於1989年解散。除了軒轅祖祠（於千禧年耗資億餘元重建成黃帝祠）及部份村屋被保存外，所有甚具特色的民初建築已被拆卸。雖然安樂村名義上仍然屬於粉嶺鄉事委員會的村落之一，但實際上居民代表席位已懸空。

### 安樂村建築
| 建築名稱                                   | 地段                             | 歷史 | 建成年份         | 拆卸年份   | 現今位置                                     |
| ------------------------------------------ | -------------------------------- | --- | ---------------- | ---------- | -------------------------------------------- |
| 機園                                       | 第9地段（11號）                  | 機園是一座白色洋房，屋前有一片草坪。1960年代初有Shaw姓英國婦人租住。1967年，大宅易手，名為珍園。 | 1950年代初       | 1984年     | 安樂村遊樂場                                 |
| 鄧三勝堂                                   | 第13-14地段（1號）               | 由秘魯歸僑鄧坤亮及鄧世倫兩兄弟擁有。鄧三勝堂是一座西式大宅，屋前有騎樓。鄧坤亮是上環德輔道中貿易行「廣和泰」的東主。鄧坤亮是天主教徒，1951年將大宅租于天主教會作彌撒和聚會用途。1955年，寶血會購入地皮並於1959年創辦培靈學校。 | 1920年代         | 1955年     | 寶血會培靈學校                               |
| 軒轅祖祠                                   | 第17地段                         | 軒轅祖祠屬華南地區絕無僅有供奉黃帝的廟宇，由三教總學會創立，有三幢相連的傳統中式青磚單層建築，地段原由馮其焯擁有。1950年，新農學校於祠內創辦，學校使用祖祠兩側的殿堂作課室，於1980年代停辦。馮其焯是旗昌洋行和青洲英泥廠的買辦，亦是中華聖教總會、三教總學會及新界農業會的創辦人之一。1990年，龍躍頭鄧氏購入地段，向政府申請將軒轅祖祠重建，祖祠於2003年重建成黃帝祠，祖祠的牌匾被私人保留下來。                                      | 1925年           | 2000年     | 黃帝祠                                       |
| 瑞勝書室                                   | 第18-20地段                      | 瑞勝書室由馮其焯擁有，是一座兩層高的長型傳統中式青磚建築，在戰後成為聯和公司的辦公大樓。1950年代，大宅分租給約40戶房客，有知名房客包括：專欄作家李燄生、書法家呂媞、香港足球代表隊傳奇人物郭家明等。 | 1920年代初已建成 | 1989年     | 基力工業大廈                                 |
| 賴餘馨堂（鰲園）                           | 第21-24地段                      | 由智利歸僑賴餘馨擁有，是一座兩層高的西式別墅，屋前有噴水池，旁邊有兩幢中式平房。1940年起，大宅租予由米特烈·狄頓（Mildred Dibden） 創辦的粉嶺育嬰院。戰後，收容孤兒只餘53人倖存。 1950年代中收容孤兒約140人。1966年，育嬰院遷至大埔松嶺後由匡智會管理，其後大宅丟空至1980年代。電影《水雞鬥老虎》、《蛇形醉步》、《滑稽時代》、《霍元甲》、《黃飛鴻四大弟子》、《胭脂虎對霸王花》、《天使行動2：火鳳狂龍》及《龍在中國》等曾於此取景。 | 1928年           | 1992年     | 豐貿廣場                                     |
| 鏡湖別墅                                   | 第33-37號地段                    | 由馮鏡湖擁有，是一座兩層高的傳統中式建築。馮氏從事茶莊生意。1938年，因廣州淪陷，廣州復旦中學遷校到此。1940年，馮氏將別墅轉售給基督教佈道團體BCMS，用作佈道及照顧棄嬰。1949年，物業轉售給粉嶺育嬰院。1950年代起，物業成為歐偉林洗衣廠，主要業務是為駐港英軍清洗軍服。 | 1920年代初已建成 | 1992年     | 勉勵龍中心                                   |
| 成法園                                     | 第39號地段                       | 原由廣生行創辦人馮福田擁有，1930年代成為佛堂。 | 1920年代         | 2004年     | 川田工貿廣場                                 |
| 西河別墅                                   | 第40號地段                       | 由廣生行創辦人林壽庭擁有，「西河」是林氏的堂號。原別墅建築遺跡曾被保留至2010年代中，後被拆卸重建為貨倉。 | 1920年代         | 1985年     | 安居街3號                                    |
| 華林                                       | 第56號地段（56號）               | 由智利歸僑徐兆霖擁有。徐兆霖於1950年代成為安樂村村代表。1960年代，徐兆霖長孫徐錦麟開設勤豐手套廠，他是安樂村最後一任村代表，手套廠於1990年代末結業。 | 1949年           |            | 鎮泰中心                                     |
| 康園                                       | 第60號地段（60號）               | 康園建有兩座平房。1952年，租予倫敦傳道會。1959年，新業主將洋房易名為康園。1965年，租予由Valerie Conibear 和 Wendy Blackmur 建立的可愛忠實之家，兩位英藉女士原是粉嶺育嬰院的護士，育嬰院關閉後再設立這間殘障兒童的宿舍，1971年宿舍遷到古洞。 | 1950年代初       | 1989年     | 粉嶺工貿大廈                                 |
| 不適用                                     | 第58地段（9號）                  | 美洲歸僑徐兆志購入地段建屋。大宅原是中式平房，於1969年加建中西式雙層建築，有騎樓。1950年代，有辛亥革命元勛朱執信的妻兒居住，幾年後移居台灣，繼有另一位革命元勛曹亞伯的長子曹文錫入住。曹文錫於戰後來港，太太是杜月笙的女兒。他是聯和新村崇仁學校校監，中年修道，自居「無為居士」。 | 1925年           | 2010年代   | 安樂門街22號臨時建築物                       |
| 不適用                                     | 第62地段（7號）                  | 1936年，美國歸僑徐兆芬與太太黃英桃購入地段，戰後回港建屋，有一群中式平房建築。黃英桃是崇謙堂的領袖。 | 1945年後         | 2002年     | 安樂門街26號                                 |
| 楊家園                                     | 第68、70號地段                   | 原由馮鏡湖擁有，1930年代易手予巴拿馬歸僑廖新基。廖新基是香港崇正總會創辦人之一。1941年，物業轉售給同鄉楊氏。 | 1920年代         | 1980年代末 | 有成行物流中心、得利中心、互通發展中心       |
| 海角園                                     | 第87段（87號）                   | 1951年，作家余世鵬購入地段建屋，大宅是一座平房。余的妻子是革命元勛許崇智的女兒。1960年，大宅易手予越南歸僑王德源。 |                  | 1980年代末 | 安興工貿中心                                 |
| 不適用                                     | 第89段（89號）                   | 1974年，陳錦泉成立勉勵龍膠板廠，將前業主大宅重建成廠房。 |                  | 1974年     | 安全街19號                                   |
| 高陽別業                                   | 第98段                           | 1937年，許氏購入地段建屋，大宅是一座平房。高陽是許氏的堂號。平房現今仍然存在於佳力高試驗中心有限公司內。 |                  | 現存       | 安居街28號                                   |
| 本立園                                     | 第103-106號地段                  | 由李道明擁有，建於1920年代。本立園主樓是一座兩層高的正方型建築，內有一個大天井，有紅瓦屋頂。李道明是利豐公司的創辦人。 | 1920年代         | 1989年     | 永恒企業大廈、華懋安泰工貿中心、其士貨倉大廈 |
| 然廬                                       | 第111分段                        | 原由李瑞石擁有，建於1920年代。1949年轉售給香港生物學家李熙瑜的雙親，翻新後的大宅以他母親的名字命名。然廬是一座兩層高的建築，有尖頂，屋外有菜園和果個園。幾年後，大宅租給培育幼稚園辦學，幼稚園於1970年代遷到聯和墟唐樓。 | 1920年代         | 1985年     | 堅達中心                                     |
| 李園                                       | 第112-116號地段、第133-134號地段 | 由李瑞石擁有，建於1920年。李園主樓是一座兩層高的中西式建築，屋前有一大片草坪，穿過北面的園中走廊有一個八角形的荷花池，有石橋通往池心的小島，島上有一座兩層高的塔樓，牆上鋪滿藤蔓。1950年代末，粤語片《慈母心》、《狂人塔》、《女飛俠黃鶯巧破鑽石案》、《紫薇園的秋天》曾於此取景。1960年代初，大宅轉售給彭姓鄉紳，其後再租予廣和藤廠。                                                                                                | 1920年           | 1976年     | 華潤物流開達中心                             |
| 不適用                                     | 第124號地段（124號A和B）         | 1953年，崇謙堂領袖張恩麟購入124號A建屋，是一座中式平房。124號B的由香港歷史學家羅香林教授和朱倓夫婦擁有，兩人同是崇謙堂領袖，於1949年來港。 | 1953年           | 1980年代末 | 安全街26號                                   |
| 平平園                                     | 第135分段                        | 由美國歸僑陳瑞平擁有，以她和她丈夫李鑑平的名字命名，園內有幾座尖頂平房。 |                  | 1979年     | 安樂村四號休憩處                             |
| 荔枝園                                     | 不適用                           | 荔枝園是居業公司擁有的果園，春夏兩季有專人採摘果實。 |                  | 1976年     | 金馬中心、恒興工業大廈                       |
| 安樂祠                                     | 不適用                           | 安樂村的祠堂，是一座傳統中式青磚單層建築，建於1924年，門聯刻上「安居關勝地，樂業創新模」。1938年，安樂祠被中國戰時兒童保育會用作兒童保育院，接收逃港難童。1939年，青年農藝院成立，供百多名戰時難民青年寄宿，學習農業生產。1950年代，成為光夏書院（後來聯合書院一員）的校址。 | 1924年           | 1985年     | 樂業路停車場                                 |
| 安樂村北門                                 | 不適用                           | 斜對沙頭角公路 |                  | 1982年     | 勉勵龍中心旁的油站                           |
| 安樂村南門                                 | 不適用                           | 入口名為安樂門，建有中式飛簷門樓，通往原大埔公路，路口有一個鏤空裝飾的拱門。 |                  | 1960年代初 | 安居街和樂業路交界                           |
| 其他建築：尚志堂、偉生園、二布園、農民學校 |                                  | |                  |            |                                              |

現存建築：
- 安居街25號平房建築
- 高陽別業（安居街28號）
- 安全街17B號
- 崇謙堂村指路碑、不准繫牛告示碑：位於安居街24號停車場轉角，分別立於1930年和1934年。

## 安樂村工業區
自1950年代起，安樂村不少地段已租用作工業用途，有籐廠、洗衣廠、製衣廠等。至1982年已有約70家廠戶，1986年，安樂村有約130家廠戶。
早於1960年代末，政府已計劃將安樂村重新發展作臨時工業區。1978年，政府制定《安樂村工業區發展藍圖》，末來將安樂村發展成輕工業區，目標提供二萬個就業機會，獲新界發展進度委員會核准。安樂村工業區分南、北兩期發展，主要工程為修建道路、渠道及重整麻笏河河道，兩期工程分別於1984年及1987年完成。
政府原希望業主以五倍地積比興建永久廠房，但提供的優惠條件缺乏吸引力，政府於第二期發展時將地積比要求降低。很多以短期租約迫式租用臨時廠房的工廠東主沒意願歇業作搬遷或重建，安樂村工業區一度發展得較緩慢。1988年，安樂村只有2,100名勞工工作。
安樂村目前安樂村的主要街道以安、居、樂、業、四字命名，工業區佔地34公頃，一直是粉嶺／上水區主要的工業基地，工業區提供大量樓面，用作輕工業和貨倉用途供中港跨界貿易。隨着1990年代後香港工業北移內地，區內的工廠大廈多轉型爲貨倉用途。

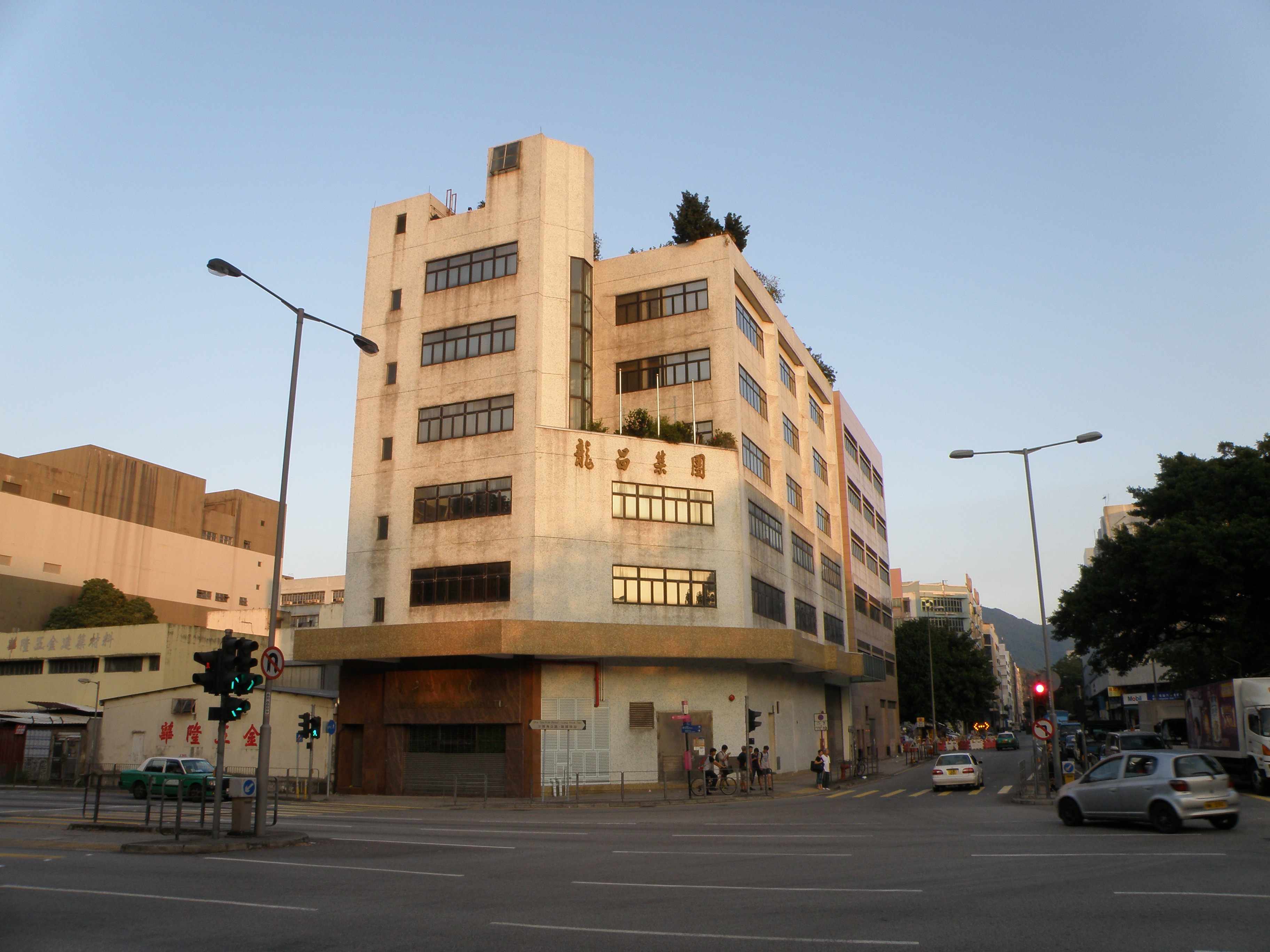
安樂村工業區

| 安樂村村內街道 - 安全街 - 安居街 - 安福街 - 居達街 - 居適街 - 業和街 - 業暢街 - 業興街 - 業豐街 - 樂天街 - 樂和街 - 樂東街 - 樂鳴街 - 樂業路 - 安樂門街 | 安樂村村內大廈 - 安匯中心 - 利亨中心 - 利來中心 - 利療中心 - 堅達中心 - 得利中心 - 新寧中心 - 龍昌大廈 - 豐貿廣場 - 豐樂中心 - 鎮泰中心 - 寶利中心 - 勉勵龍中心 - 廣新行貨倉 - 中滙貿易中心 - 多利工業大廈 - 安定工貿中心 - 安恆工貿中心 - 安泰工貿中心 - 安達工貿中心 - 安興工貿中心 - 其士貨倉大廈 - 恆興工業大廈 - 粉嶺物流中心 - 粉嶺電話機房 | - 基力工業大廈 - 基利工業大廈 - 康耀工業大廈 - 捷和工業大廈 - 華樂工業中心 - 開達工業中心 - 葉氏化工大廈 - 電威工業大廈 - 福和集團大廈 - 樂頤工業大廈 - 環球集團中心 - 豐盈工貿中心 - 豐隆廣場一期 - 豐隆廣場二期 - 豐樂工貿中心 - 有成行物流中心 - 賀利氏科技中心 - 大信國際集團大廈 - 中大印刷集團大廈 - 嘉里貨倉(粉嶺-I) - 嘉里貨倉(粉嶺-II) - 安樂村互通發展中心 - 和豐紙品廠工業大廈 - 偉易達粉嶺工業中心 - 多利工業大廈工商大廈 |  |

## 康體設施
- 安樂門街遊樂場[67]